# Nicola Nanni
Nicola Nanni (ur. 2 maja 2000 w San Marino) – sanmaryński piłkarz grający na pozycji napastnika w Olbia Calcio 1905.

## Kariera klubowa
Jest wychowankiem San Marino Calcio, z którego w lipcu 2016 przeszedł do AC Cesena. W sierpniu 2018 trafił do FC Crotone. Zadebiutował w tym klubie 5 sierpnia 2018 w wygranym 4:0 meczu Pucharu Włoch z AS Giana Erminio. W sierpniu 2019 został wypożyczony do SS Monopoli 1966. We wrześniu 2020 został wypożyczony do Cesena FC. W sierpniu 2021 został wypożyczony do Lucchese 1905. W lipcu 2022 dołączył do Olbia Calcio 1905.

## Kariera reprezentacyjna
Jest młodzieżowym reprezentantem San Marino. W dorosłej reprezentacji zadebiutował 15 listopada 2018 w przegranym 0:1 meczu Ligi Narodów z Mołdawią, a pierwszego gola strzelił 5 września 2021 w przegranym 1:7 meczu z Polską w ramach eliminacji do MŚ 2022.
Swojego drugiego gola strzelił  z rzutu karnego 15 listopada 2024 w zremisowanym meczu 1:1 z Gibraltarem w ramach Ligi Narodów, a następnie strzelił gola również z rzutu karnego w tej samej edycji Ligi Narodów 18 listopada 2024 w wygranym meczu przeciwko Lichteinsteinowi 3:1, przyczyniając się do historycznego awansu w Lidze Narodów do dywizji C i stając się jednocześnie drugim najskuteczniejszym strzelcem reprezentacji San Marino w historii, tuż za Andym Selvą.